# Jac. van Ginneken
Compléments
van Ginneken est un des grands linguistes de la première moitié du XXe siècle
Jacques (Jac.) van Ginneken, né le 21 avril 1877 à Oudenbosch (Pays-Bas) et décédé le 20 octobre 1945 à Nimègue (Pays-Bas), est un prêtre jésuite et linguiste néerlandais. 

## Biographie

### Formation et premières années
Entré chez les Jésuites le 26 septembre 1895 Jac. van Ginneken fait son noviciat à Mariëndaal (Velp). Sa formation spirituelle terminée van Ginneken commence en 1902 ses études universitaires à Leyde où il obtient son doctorat en 1907 avec une brillante thèse intitulée Principes de linguistique psychologique avec comme directeur leprofesseur Uhlenbeck.  S'ensuivent les études de théologie au théologat jésuite de Maastricht et l'ordination sacerdotale le 28 août 1910. À partir de 1911, il enseigne le néerlandais au Berchmanianum de Nimègue. 

### Enseignement
Lorsque la nouvelle université catholique de Nimègue ouvre ses portes, en 1923, le père van Ginneken y est immédiatement invité à occuper la chaire de philologie et littérature néerlandaise, avec linguistique comparée, langues indo-européennes et sanskrit. Il se retire alors de la direction des instituts religieux qu'il avait fondés et s'engage entièrement dans la recherche scientifique, s’intéressant particulièrement à la dialectologie, aux relations entre race et langue, à la philologie comparée et à l'origine du langage humain, comme on peut le voir dans son œuvre posthume The mystery of the Human langage (1946).

### Recherches
Dans son étude sur l’Imitation du Christ', Ginneken conclut que le classique de la 'Devotio moderna' fut composé par Geert Groote et non par Thomas a Kempis comme traditionnellement attribué. Son approche très originale du phénomène du langage est exposée dans Onze taaltuin (1932-1942), une revue qu'il fonda et dont il fut le contributeur principal. Son travail est mu par des intuitions qui révèlent une capacité de détecter les phénomènes initiaux et contemporains du langage. Son approche veut élargir la philologie par des interactions avec la psychologie, la biologie et la sociologie.  
Il insiste sur le rôle des laïcs dans l’Église catholique. Durant la Seconde Guerre mondiale, il secourut les victimes du grave bombardement de Nimègue (22 février 1944) donnant l'extrême-onction aux nombreux mourants.  
Le père Jac. van Ginneken meurt d'une tumeur du cerveau le 20 octobre 1945.

## Reconnaissance publique
Aussi bien à Oudenbosch, sa ville natale, qu’à Nimègue, ville universitaire où il a passé la plus grande partie de sa vie, il se trouve une ‘Professor Van Ginnekenstraat’.    

## Écrits
- Principes de linguistique psychologique, essai de synthèse,  1907 (Dissertation doctorale).
- De erfelijkheid der klankwetten Amsterdam, 1926.
- Op zoek naar den oudsten tekst en den waren schrijver van het eerste Boek der Navolging van Christus, Wetteren, 1929.
- Grondbeginselen van de schrijfwijze der Nederlandsche Taal, Hilversum, 1931.
- La Reconstruction typologique des langues archaïques de l'humanité, Amsterdam, 1939.
- Christus in Vlaanderen, Lierre, 1942.
- Geert Groote's levensbeeld naar de oudste gegevens bewerkt, Amsterdam, 1942.
- De Navolging van Christus naar de oudste teksten, Amsterdam, 1946.